# Ориньи-Сент-Бенуат
Ориньи́-Сент-Бенуа́т (фр. Origny-Sainte-Benoite) — коммуна в регионе Пикардия Франции. Департамент коммуны — Эна. Входит в состав кантона Рибмон. Округ коммуны — Сен-Кантен.
Код INSEE коммуны — 02575.

## Население
Население коммуны на 2010 год составляло 1726 человек.
| 1962 | 1968 | 1975 | 1982 | 1990 | 1999 | 2010 |
| ---- | ---- | ---- | ---- | ---- | ---- | ---- |
| 2366 | 2341 | 2260 | 2145 | 1822 | 1769 | 1726 |

## Экономика
В 2010 году среди 1110 человек трудоспособного возраста (15 – 64 лет) 736 были экономически активными, 374 — неактивными (показатель активности — 66,3 %, в 1999 году было 63,7 %). Из 736 активных жителей работали 588 человек (341 мужчина и 247 женщин), безработных было 148 (64 мужчины и 84 женщины). Среди 374 неактивных 76 человек были учениками или студентами, 104 — пенсионерами, 194 были неактивными по другим причинам.